# Opsaridium maculicauda
Opsaridium maculicauda är en fiskart som först beskrevs av Pellegrin 1926.  Opsaridium maculicauda ingår i släktet Opsaridium och familjen karpfiskar. IUCN kategoriserar arten globalt som otillräckligt studerad. Inga underarter finns listade i Catalogue of Life.